# 부오나비스타역

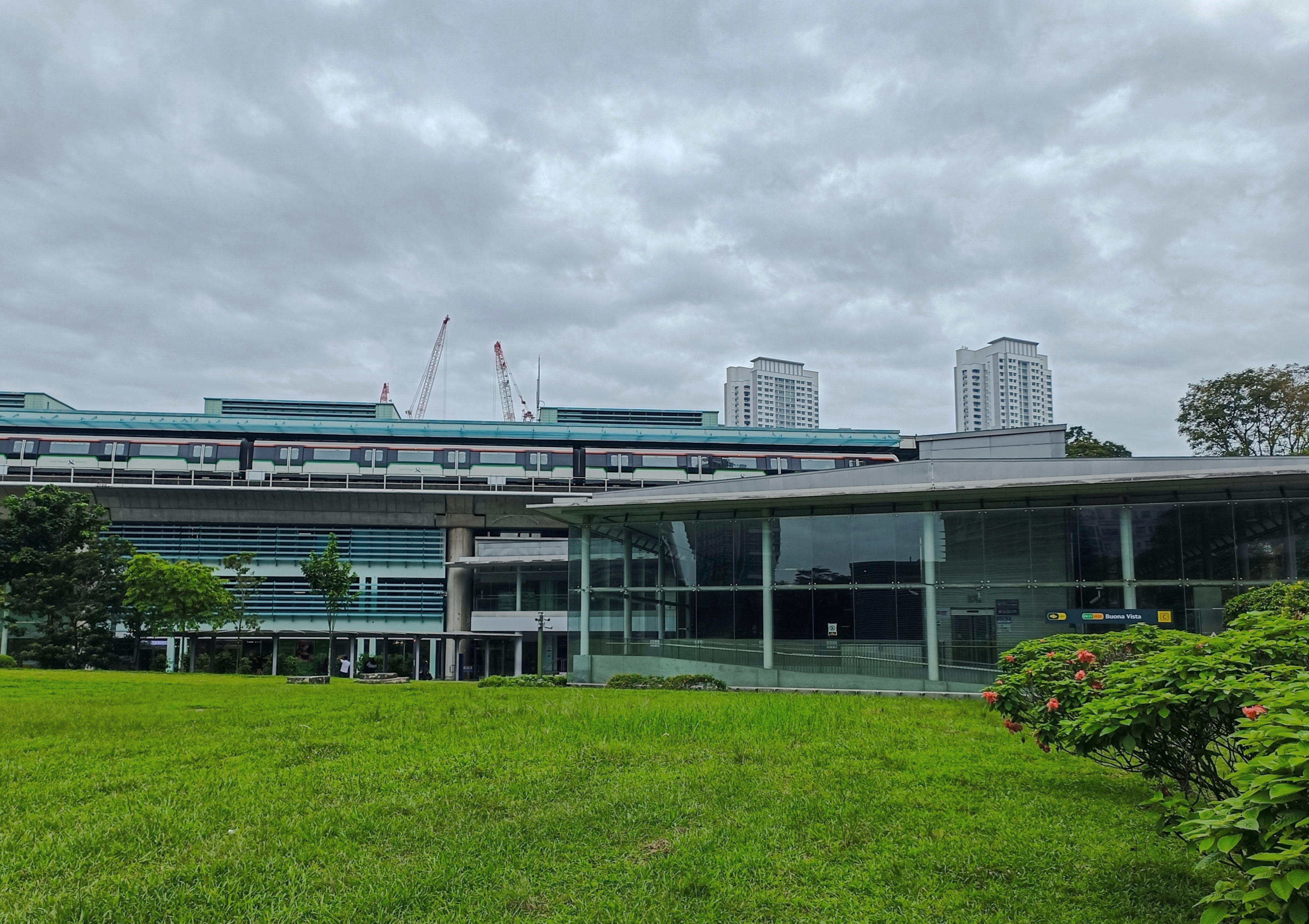

부오나비스타역(Buona Vista MRT station)은 싱가포르 퀸스타운에 있는 이스트웨스트 선과 서클선의 MRT(Mass Rapid Transit) 환승역이다. 이 역은 생명의학, 정보통신 기술 및 미디어 산업을 위한 첨단 기술 비즈니스 파크인 원북과 가깝다. 노스 부오나 비스타 로드, 커먼웰스 애비뉴 및 커먼웰스 애비뉴 웨스트 교차점 근처에 위치하고 있다.